# Shepherd (Michigan)
Shepherd is een plaats (village) in de Amerikaanse staat Michigan, en valt bestuurlijk gezien onder Isabella County.

## Demografie
Bij de volkstelling in 2000 werd het aantal inwoners vastgesteld op 1536.
In 2006 is het aantal inwoners door het United States Census Bureau geschat op 1368, een daling van 168 (-10,9%).

## Geografie
Volgens het United States Census Bureau beslaat de plaats een oppervlakte van
2,5 km², geheel bestaande uit land. Shepherd ligt op ongeveer 236 m boven zeeniveau.

## Plaatsen in de nabije omgeving
De onderstaande figuur toont nabijgelegen plaatsen in een straal van 24 km rond Shepherd.